# Renato Alberti
Renato Alberti (San Michele Extra, 1936. április 4. – 2022. szeptember 25.) olasz labdarúgó, hátvéd.

## Pályafutása
1954–55-ben a Clodiense, 1955–56-ban az Audace, 1956 és 1961 között a másodosztályú Sambenedettese, 1961 és 1965 között az élvonalbeli Catania labdarúgója volt.